# Jacqueline Moudeina
Jacqueline Moudeina (1957) is een Tsjadisch advocaat en mensenrechtenactivist die vooral bekend staat om haar werk in de poging om voormalig dictator Hissène Habré voor misdaden tegen de menselijkheid te berechten, evenals degenen die met hem hebben samengewerkt.

## Biografie
Jacqueline Moudeine werd geboren en groeide op in Tsjaad. In 1979 tijdens de burgeroorlog in het land, stopte zij met haar studies Engels aan de Universiteit van Tsjaad en vluchtte samen met haar echtgenoot naar Congo. Ze bleven er meer dan 13 jaar wonen en voordat ze terugkeerden, behaalde ze een master in privaatrecht aan de Universiteit van Brazzaville.
Ze keerden terug naar Tsjaad in 1995 na het einde van het dictatorschap van Hissène Habré. Ze registreerde zich als juridisch stagiair en was daarmee een van de eerste vrouwen in haar land die dit deed. Ze werd later gepromoveerd tot juridisch secretaris en in 2004 werd ze benoemd tot voorzitter van de "Tsjadische vereniging voor de promotie en verdediging van de mensenrechten". Gedurende een periode van tien jaar begon ze bewijs te vergaren van de gruweldaden gepleegd door Habré en zijn medewerkers.
Op 23 februari 2001, toen Moudeina deelnam aan een vreedzame demonstratie voor de Franse ambassade wegens onregelmatigheden die plaatsvonden tijdens de presidentsverkiezingen, beval de hoofdcommissaris van politie Mahamat Wakaye de verspreiding van de demonstratie door het gebruik van geweld. Jacqueline raakte tijdens het evenement gewond door een granaat en zou meer dan een jaar in Frankrijk doorbrengen herstellende van haar verwondingen. Volgens getuigenverklaringen beval Wakaye, een voormalig medewerker van Habré, het bewust richten op Moudeina tijdens de aanval.

## Het proces tegen Habré
Moudeina diende in 2000 namens zeven vrouwen haar eerste rechtszaak in tegen Habré, die comfortabel in Senegal verbleef. De rechter van de zaak beschuldigde hem van medeplichtigheid aan daden van foltering en barbaarsheid. Een jaar later werd de zaak door de rechter geseponeerd omdat het buiten de Senegalese jurisdictie viel. Moudeina en de slachtoffers dienden op hun beurt de zaak in België in, omdat er een wet bestaat die ervoor zorgt dat iemand die martelpraktijken pleegt, waar ook ter wereld kan worden aangeklaagd en berecht.
Na vijf jaar beraadslaging  beschuldigde de Belgische rechtbank Habré van oorlogsmisdaden, misdaden tegen de menselijkheid en genocide. Vervolgens werd een internationaal arrestatiebevel uitgevaardigd en aan Senegal om uitlevering verzocht. Hij werd gearresteerd en tien dagen vastgehouden, maar de Senegalese officier van justitie verklaarde zich incompetent om het verzoek in te willigen. De Senegalese president noemde de zaak een Afrikaans probleem en legde ze voor aan de Afrikaanse Unie. In 2005 vroeg de Afrikaanse Unie aan Senegal om Habré te vervolgen in de naam van Afrika, en verklaarde dat geen Afrikaans staatshoofd buiten Afrika berecht mag worden. Echter gedurende 6 jaar verklaarde Senegal dat het geen proces tegen hem zou organiseren. Moudeina verzocht om uitlevering via andere internationale kanalen en in mei 2016 werd uiteindelijk in Senegal het proces tegen Habré gestart. Habré werd op 27 april 2017 in Senegal veroordeeld tot een levenslange gevangenisstraf.

## Prijzen
Moudeina ontving in 2002 de Martin Ennals Award for Human Rights Defenders, ook wel de "Nobelprijs voor de mensenrechten" genoemd. In 2011 ontving ze de Right Livelihood Award.